# Chandrika Kumaratunga
Chandrika Kumaratunga (født 29. juni 1945 i Ceylon, nu Sri Lanka) er en srilankansk politiker, der var landets femte præsident fra 12. november 1994 til 19. november 2005. Kumaratunga var valgt for Sri Lanka Freedom Party.
Hun er uddannet i statskundskab fra Institut d'études politiques de Paris og var den første kvindelige præsident på Sri Lanka. I 2005 blev hun efterfulgt af Mahinda Rajapaksa.
Både hendes far Solomon Bandaranaike og hendes mor Sirimavo Bandaranaike var statsministre i Sri Lanka. Moderen blev verdens første kvindelige valgte regeringsleder, da hun blev statsminister i 1960.